# کرل آندرس
کرل آندرس (انگلیسی: Karl Anders؛ ۲۴ ژانویهٔ ۱۹۰۷ – ۲۷ فوریه ۱۹۹۷) یک روزنامه‌نگار اهل آلمان بود.